# Lola Braccini
Lola Braccini, née Camilla Cariddi  à Pise le 28 mars 1889 et morte à Rome le 19 mars 1969, est une actrice italienne.

## Biographie
Né à Pise, Lola Braccini s'installe à Rome à l'âge de 14 ans et fait ses débuts sur scène en 1912 au théâtre Argentina dans une œuvre théâtrale dirigée par Cesare Dondini,. En 1917, elle entre dans la compagnie théâtrale d'Antonio Gandusio, avec qui elle reste jusqu'en 1922. Elle a ses premiers grands rôles en 1924.
En 1939, elle fait ses débuts dans un rôle de « mère »  dans la compagnie dirigée par Dina Galli, ce genre devient son point fort avec l'acclamation de la critique pour son interprétation de Christine Mannon dans une adaptation de Le deuil sied à Électre réalisée en 1942 par Anton Giulio Bragaglia. Après la guerre, elle continue à travailler sur la scène avec de grands réalisateurs comme Luchino Visconti, Garinei et Giovannini et Giorgio De Lullo. Elle a également été active au cinéma et à la télévision, ainsi que comme doubleuse de voix.
Lola Braccini est morte le 19 mars 1969 dans une clinique de Parioli, où elle avait été hospitalisée pour des problèmes cardiaques.

## Filmographie partielle
- 1939 : La Folle Aventure de Macario de Mario Mattoli
- 1939 : Piccolo hotel de Piero Ballerini
- 1940 : Il capitano degli ussari de Sándor Szlatinay
- 1940 : Manon Lescaut de Carmine Gallone
- 1942 : Carmela de Flavio Calzavara.
- 1951 : Bellissima de Luchino Visconti
- 1953 : L'Âge de l'amour (L'età dell'amore) de Lionello De Felice
- 1953 : Il n'est jamais trop tard (Non è mai troppo tardi) de Filippo Walter Ratti
- 1954 :  Femmes damnées de Giuseppe Amato
- 1959 :  Brèves Amours de Camillo Mastrocinque et Giuliano Carnimeo
- 1960 :  Le olimpiadi dei mariti de Giorgio Bianchi
- 1963 :  Le Guépard (Il gattopardo) de Luchino Visconti
- 1964 :  Séduite et Abandonnée de Pietro Germi